# Processus isobare
Pour les articles homonymes, voir isobare.

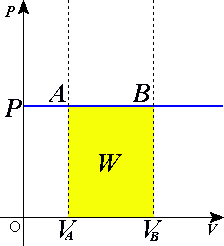

En thermodynamique, un processus isobare est une transformation chimique ou physique d'un système au cours de laquelle la pression du système reste constante et uniforme. La pression d'un tel système est définie, ce qui implique que la transformation est quasistatique.
Un processus isobare diffère d'un processus monobare dans lequel la pression peut temporairement varier.

## Travail d'un processus isobare
Le travail d'un processus isobare est  {\displaystyle W_{recu}=-\int \limits _{V_{I}}^{V_{F}}PdV} où P est la pression intérieur au système, Vi et Vf le volume initial et respectivement final de la transformation. Etant donné que la pression intérieur est constante, on a de plus : {\displaystyle W_{recu}=-P_{}\int \limits _{V_{I}}^{V_{F}}dV=P(V_{I}-V_{F})}.